# Pilatus (gora)
Pilatus, ki ga pogosto imenujejo tudi gora Pilatus, je gorski masiv s pogledom na Luzern v osrednji Švici. Sestavljen je iz več vrhov, od katerih je najvišji (2128,5 m) imenovan Tomlishorn.

## Geografija in promet
Celotno gorsko območje se razteza vsaj od Lopperja, ravno nasproti mesta Stansstad na vzhodu, do gore Mittaggüpfi (1917 m) in Risetestocka (1759 m) zahodno na meji med LU in OW.
Najvišji vrh Tomlishorn (2128,5 m) in drugi vrhovi, kot je Widderfeld (2076 m), še bolj zahodno od Tomlishorna na meji med LU in OW, Matthorn (2040 m) na jugu, Klimsenhorn (1906 m) na severu (UW), Rosegg (1974 m) in Windegg (1673 m) na vzhodu, oba na meji med UW in OW, se je treba približati samo z ustrezno alpsko pohodniško opremo.
Pristojnost nad masivom je razdeljena med kantone Obwalden (OW), Nidwalden (NW) in Luzern (LU). Glavni vrhovi so tik ob meji med Obwaldenm in Nidwaldenm.
Vrh je mogoče doseči z železnico Pilatus, najstrmejšo zobato železnico na svetu, od Alpnachstada, ki obratuje od maja do novembra (odvisno od snežnih razmer), skozi celo leto pa z gondolami iz zračne panorame in zračnimi žičnicami iz Kriensa. Tomlishorn se nahaja približno 1,3 km jugovzhodno od zgornje postaje žičnice in železnice. Dva druga vrhova, ki sta bližje postajama, se imenujeta Esel (2118 m), ki leži tik vzhodno nad železniško postajo, tisti na zahodni strani pa se imenuje Oberhaupt (2105 m).
Poleti Golden Round Trip - priljubljena pot za turiste - vključuje vožnjo s čolnom iz Luzerna čez Vierwaldstadtsko jezero do Alpnachstada, dvig z zobato železnico, spust po žičnicah in panoramskih gondolah ter avtobusom nazaj v Luzern.
Do žičnice pri Kriensu je avtobus številka 1, ki vozi z osrednje železniške postaje v Luzernu, nato je do žičnice po oznakah za Pilatus le 10 minut hoje.

## Živalstvo
Zadnje medvede, ki so jih tam nekoč našli, so odstrelili leta 1726. Potem ko so bili alpski kozorogi v 17. stoletju na Pilatusu že iztrebljeni, se je leta 1961 začelo preseljevanje. Živali so ujeli na Piz Albrisu in jih izpustili na Mattalpu. Prvi preseljenci so vključevali tri samce (stare od pet do osem let) in tri samice (stare od tri do štiri leta). Do leta 1969 je bilo spuščenih 19 kozorogov. V popisu populacije divjadi leta 2004 je bilo opaženih 30 kozlov, 28 koz in 32 mladih živali. Julija 2012 je bilo preštetih 109 osebkov, za lov pa so bili izpuščeni trije zdravi kozorogi. Der Steinbock gehört heute zu den grossen Attraktionen des Pilatus. Kozorog je danes ena največjih znamenitosti Pilatusa. Prostori za počitek se nahajajo na Laueleneggu in Fräkmünteggu. Pilatus je zaščitena krajina in je del zveznega popisa krajin in naravnih spomenikov državnega pomena BLN.

## Zgodovina
Obstaja nekaj različnih lokalnih legend o izvoru imena. Ena trdi, da je bil Pilatus imenovan tako, ker je bil tam pokopan Poncij Pilat. Vendar pa je podobna legenda pripovedovana o Monte Vettoreju v Italiji. Druga je, da je gora videti kot trebuh velikega moža, Pilata, ki leži na hrbtu. Ime lahko izvira tudi iz pileatus, kar pomeni 'v oblaku'.
V srednjeveški legendi so na gori živeli zmaji z zdravilno močjo. Kronika iz leta 1619 se glasi: »Ko sem ponoči premišljeval o spokojnem nebu, sem videl, kako zelo svetel zmaj z zavihanimi krili odhaja iz jame v veliki skali na gori, imenovani Pilatus, proti drugi jami, imenovani Flue, na nasprotni strani jezera«. Ta legenda je bila navdih za slavni komad koncertne skupine Stevena Reinekeja Pilatus: Mountain of Dragons.
Med tiste, ki so dosegli vrh, so Conrad Gessner švicarski zdravnik, naravoslovec, bibliograf in filolog, Theodore Roosevelt, Arthur Schopenhauer (1804), kraljica Viktorija in Julia Ward Howe (1867).
Zobata železnica je bila odprta leta 1889.
Gora ima utrjeni radar (del švicarskega sistema FLORAKO) in vremenske postaje na vrhu Oberhaupt, ki niso odprte za javnost in se uporabljajo vse leto.
- Emmentalske Alpe
- Hotel Pilatus Kulm
- Pogled s Pilata proti gori Rigi in jezeru
- Zobata železnica
- Pilatus viden z vzpenjače Stanserhorn
- Razgled s Pilatusa na jezero in gondolo
- Alpski kozorog na Pilatusu.

## V literaturi
Šola Chalet to ponovi (1955), Elinor Brent-Dyer pripoveduje legendo o pokopališču Pilata.
Gora Pilatus ima ključno vlogo pri zaključku fantastičnega romana Brada Thorja, Lions of Lucerne.